# Mitreola turgida
Mitreola turgida är en tvåhjärtbladig växtart som beskrevs av Paul Albert Jovet. Mitreola turgida ingår i släktet Mitreola och familjen Loganiaceae. Inga underarter finns listade i Catalogue of Life.